# Pub is The Hub
Pub is The Hub är ett initiativ från dåvarande prins Charles, sedermera Charles III,  som 2001 föreslog att man genom det brittiska jordbruksdepartementets program Rural Action Programme of Business in the Community skulle använda puben som ett centrum för att utveckla lokal service, till exempel postala tjänster.